# Partit Socialista Unificat (França)
El Partit Socialista Unificat (Parti Socialiste Unifié, PSU) va ser un partit polític francès fundat el 3 d'abril de 1960. Entre 1967 i 1973 Michel Rocard va dirigir el partit.

## Història
El PSU nasqué per oposició a la guerra d'Algèria i al suport que la SFIO proporciona al "cop d'estat" gaullista de 1958 que va donar origen a la Cinquena República Francesa. El van formar:
- El Partit Socialista Autònom (PSA, dissident de la SFIO), representat per Daniel Mayer
- La Unió d'Esquerra Socialista (UGS, d'origen cristià d'esquerra i marxista, dirigit per Gilles Martinet)
- Un grup de dissidents del PCF reunit al voltant del periòdic Tribune du communisme, que dirigia Jean Poperen.

Aquest partit estava format en la seva majoria per socialdemòcrates i socialistes reformistes, però en ell hi havia també revolucionaris, més o menys marxistes, algunes minories reivindicadores del luxemburguisme o del trotskisme.
Després del seu congrés fundacional, el PSU aconsegueix 30.000 militants, dels quals 20.000 provenen del PSA i 10.000 de la UGS. Un parell de centenars d'aquests militants tenen el seu origen en Tribune du communisme. El seu bureau fundacional de 1965 tenia 18 membres: Édouard Depreux, Pierre Bérégovoy, Claude Bourdet, Richard Dartigues, Victor Fay, Henri Longeot, Serge Mallet, Gilles Martinet, Jean Poperen, Harris Puisais, Jean Arthuys, Georges Gontcharoff, Marc Heurgon, Michel Rocard (Georges Servet), Jean-Marie Vincent, Maïté Mathieu, Pierre Rungis i David Weill.
En 1960, Pierre Mendès-France s'uneix al PSU, malgrat les reticències d'alguns antics militants de la UGS, que no accepten l'entrada al PSU de militants propers a Mendès del Centre d'Acció Democràtica, en considerar que aquests són més liberals que socialistes.
En 1960, Pierre Mendès-France s'uneix al PSU, malgrat les reticències d'alguns antics militants de la UGS, que no accepten l'entrada en el PSU de militants propers a Mendès del Centre d'Acció Democràtica, en considerar que aquests són més liberals que socialistes.
En 1965, el PSU no presenta candidat per les eleccions presidencials i recolza a François Mitterrand (qui també es veu recolzat per la SFIO i pel PCF). Diverses escissions desemboquen en la creació de la Unió de Clubs per la Renovació de l'Esquerra (Alain Savary) i després de la Unió de Grups i Clubs Socialistes (Jean Poperen).
Al juliol de 1967, els Estudiants Socialistes Unificats (ESU, organització estudiantil du PSU) prenen el control de la UNEF després del seu Congrés en Lió, desplaçant a la Unió d'Estudiants Comunistes. Es trobaran en minoria després del Congrés d'Orleans però conservaran la presidència gràcies a un pacte amb els maoistes. Les ESU perdran el control de manera definitiva en 1971, la qual cosa desembocarà en l'escissió entre UNEF-US i UNEF-ES. Després del Congrés de 1967 el bureau national és format per 17 membres d'ells 12 nous: Michel Rocard, Jean Arthuys, Georges Gontcharoff, Marc Heurgon, Jean-Marie Vincent, André Barthélémy, Manuel Bridier, Gérard Carles, Robert Chapuis, Claude Dubois, Michel Fontès, Daniel Frachon, Christian Guerche, Hubert Prévot (Jacques Malterre), Pierre Marchi, Jean-François Perthus (ESU) i Pierre Ringuet.
En maig de 1968, el PSU recolza als estudiants i es mostra partidari de l'autogestió. L'1 de juny de 1969 Michel Rocard aconsegueix un 3,61% de vots en la primera volta de les eleccions presidencials.
En 1972 el PSU no signa el programa comú de l'esquerra. En 1973, un grup liderat per Jacques Kergoat, que era el secretari general del PSU de París, s'uneix a la Lliga Comunista Revolucionària (LCR). En 1974, un altre grup liderat per Michel Rocard i Robert Chapuis s'uneix al Partit Socialista. L'Esquerra revolucionària (marxista-leninista), s'uneix al Partit Comunista Marxista-Leninista de França.
El 26 d'abril de 1981, Huguette Bouchardeau aconsegueix un 1,11% de vots en la primera volta de les eleccions presidencials.
El 25 d'abril de 1988, el PSU recolza la candidatura comunista dissident de Pierre Juquin que aconsegueix un 2,09% dels vots en la primera volta de les eleccions presidencials.
El PSU es dissol al novembre de 1989, part dels seus membres s'uniran a la Nova Esquerra sorgida dels comitès Juquin i fundaran Alternativa Roja i Verda, que en 1998 es fusionarà amb una minoria de la Convenció per una Alternativa Progressista (CAP) per convertir-se en les Alternatifs. Cap d'aquests moviments va aconseguir la categoria crítica necessària per arribar al pes que va tenir en el debat de l'esquerra el PSU.

## Resultats electorals

### Eleccions legislatives
| Any  | Líder           | 1a volta  | 1a volta | 1a volta | 1a volta | Escons  | +/- |
| Any  | Líder           | Vots      | %        | Vots     | %        | Escons  | +/- |
| ---- | --------------- | --------- | -------- | -------- | -------- | ------- | --- |
| 1962 | Édouard Depreux | 427,467   | 2.33     | 138,131  | 0.90     | 2 / 465 | Nou |
| 1967 | Édouard Depreux | 495,412   | 2.21     | 173,466  | 0.93     | 4 / 487 | 2   |
| 1968 | Michel Rocard   | 1,037,063 | 4.29     | 144,361  | 0.99     | 0 / 487 | 4   |
| 1973 | Michel Rocard   | 778,195   | 3.27     | 114,540  | 0.49     | 1 / 488 | 1   |

### Eleccions presidencials
| Any  | Candidat                     | 1a volta   | 1a volta    | 2a volta   | 2a volta    | Resultat |
| Any  | Candidat                     | Vots       | %           | Vots       | %           | Resultat |
| ---- | ---------------------------- | ---------- | ----------- | ---------- | ----------- | -------- |
| 1965 | Suport a François Mitterrand | 7,694,005  | 31,72 / 100 | 10,619,735 | 44,8 / 100  | Derrota  |
| 1969 | Michel Rocard                | 816,470    | 3,61 / 100  | -          | -           | Derrota  |
| 1974 | Suport a François Mitterrand | 11,044,373 | 43,25 / 100 | 12,971,604 | 49,19 / 100 | Derrota  |
| 1981 | Huguette Bouchardeau         | 321,353    | 1,11 / 100  | -          | -           | Derrota  |
| 1988 | Suport a Pierre Juquin       | 639,084    | 2,1 / 100   | -          | -           | Derrota  |

## Secretaris nacionals del PSU
- 1960 - 1967: Édouard Depreux (Gilles Martinet secretari general adjunt)
- 1967 - 1973: Michel Rocard
- 1973 - 1974: Robert Chapuis
- 1974 - 1979: Michel Mousel
- 1979 - 1981: Huguette Bouchardeau
- 1981 - 1983: Jacques Salvator
- 1983 - 1984: Serge Depaquit
- 1984 - 1989: Jean-Claude Le Scornet

## Antics militants
- Gilles Lemaire, secretari nacional de Les Verts entre 2003 i 2005.
- Arlette Laguiller, portaveu de Lutte Ouvrière.
- Alain Geismar
- Alain Guillerm, assagista i sociòleg.
- Guy Caro, metge psiquiatre
- Yves Le Foll
- François Lamy, secretari nacional del Partit Socialista
- Marylise Lebranchu, ex-ministra
- Michel Vergnier
- Jack Lang, diputat, ex-ministre d'Educació i de Cultura
- Jean-Paul Huchon, president de la regió Illa de França
- Jean-Claude Izzo
- Pierre Vidal-Naquet, historiador
- Jacques Bugnicourt
- Emmanuel Le Roy Ladurie, historiador